# Teodora Inácia Gomes
Teodora Inácia Gomes (Empada, 13 de setembre de 1944) és una política, feminista i activista pels drets de les dones. Va lluitar per la independència de Guinea Bissau del domini portuguès, i és líder adjunta del Partit Africà per la Independència de Guinea i Cap Verd (PAIGC).

## Biografia
Teodora Inácia Gomes, sobrenomenada "Obono" per la seva família, va néixer a Empada, a la regió de Quínara, al sud de Guinea Bissau, el 13 de setembre de 1944. Va tenir quatre germans i una germana, Joana Gomes; el seu pare era Inácio Pedro Gomes. La seva família era cristiana i ella va assistir a una escola catòlica. Quan el seu pare era jove, va emigrar a Porto, Portugal, i va ser un dels pocs guineans que van estudiar fora de la colònia portuguesa. El seu pare va establir connexions importants amb el Partit Comunista Portuguès mentre hi vivia. La mare de Gomes provenia d'un grup ètnic, l'organització social del qual era matrilineal. Tots dos estaven actius en el moviment d'alliberament. Gomes ha destacat la importància que va tenir la relació amb el seu pare en la seva formació política.

## Moviment independentista
L'any 1962 Gomes es va unir a la lluita armada i es va convertir en membre del Partit Africà per la Independència de Guinea i Cap Verd (PAIGC), moviment que, entre altres principis, va establir la igualtat entre homes i dones, afirmant que "homes i dones gaudeixen del mateixos drets en la família, en el treball i en les activitats públiques." Al PAIGC, Gomes va treballar estretament amb Amílcar Cabral i va col·laborar amb ell. També va treballar com a metgessa i com a professora de política. També va tenir entrenament militar i va comandar una unitat de 95 dones. Una de les dones amb qui va lluitar l'any 1963 va ser Titina Silá, la mort de la qual el 1973, durant la travessia del Rio de Farim, es commemora el 30 de gener de cada any com el Dia Nacional de la Dona Guineana. L'agost de 1963, Gomes i Silá van viatjar a la Unió Soviètica per realitzar una pràctica política.
Gomes va rebre una beca el 1964 i va anar a estudiar a Kíiv, a la llavors R. S..S. d'Ucraïna. Durant la seva estada a Kíiv va participar en moviments socials de joves i dones i va difondre els ideals i objectius del moviment d'alliberament del PAIGC i la seva lluita armada. L'any 1966 Gomes va tornar a Conakry, on va continuar la seva activitat com a professora al Jardim Escola de Ratoma (Institut Amizade); de 1969 a 1971 va ser Directora de l'escola.

## Post-independència
Després que Guinea Bissau aconseguís la independència el 1974, Gomes va ser elegida diputada a l'Assemblea Nacional Popular de Guinea Bissau en representació del PAIGC. El 1976 va ser escollida una de les quatre vicepresidentes de l'Associació d'Amistat Guineano-Soviètica.
Com a política ha defensat els drets de les dones al llarg de la seva carrera i va ser fonamental per fer il·legal la mutilació genital femenina a Guinea Bissau. També ha proposat altres lleis, que protegien els drets dels antics lluitadors per la llibertat, lleis de salut reproductiva, lleis contra el tràfic de menors, lleis de planificació familiar i lleis que prohibien la violència contra les dones. El 2015 va participar en la conferència de la Internacional Socialista a Luanda. Gomes també treballa amb una organització no governamental, que té com a objectiu la conscienciació política i augmentar el nombre de dones als diferents òrgans de govern. L'any 2019 l'organització va ser especialment activa, amb l'esperança de seleccionar un nombre rècord de dones per representar els seus partits polítics després de les eleccions; finalment, 14 dones van rebre escons, dels 102 totals, el mateix nombre que a les eleccions de 2014.